# Sanctuaire Notre-Dame-de-la-Présentation d'El Quinche
Le sanctuaire Notre-Dame-de-la-Présentation d'El Quinche est une église située dans la paroisse civile d'El Quinche (es) dans le Grand Quito en Équateur, à laquelle l'Église catholique donne les statuts de basilique mineure et de sanctuaire national. Elle est rattachée à l'archidiocèse de Quito. 

## Historique
La Vierge d'El Quinche (es) est une statue en bois de 62 centimètres, réalisée vers 1585 par le sculpteur Diego de Robles (es) pour les indiens Lumbicís, et finalement achetée par les indiens Oyacachis, qui la placent dans une niche dans la roche. En 1604, l’évêque fait transférer l'image à El Quinche. Une première église est construite en 1630.
Le père salésien Jacinto Pankini prévoit en 1904 la construction d’une plus grande église ; elle est bâtie entre 1913 et 1924 à l'emplacement de l'ancienne, et peut accueillir plus de 4 500 personnes. Les peintures sont réalisées par l'École de Quito (es). L'image est couronnée en 1943, le 20 juin (le décret ayant été publié le 6 décembre 1939).
L'église se voit donner le titre de basilique mineure le 2 mai 1958 ou 1959, et la Conférence épiscopale équatorienne la reconnaît comme sanctuaire national le 18 avril ou le 16 juin 1985. La papamobile utilisée par le pape Jean-Paul II lors de sa visite en Équateur en 1985 est conservée au sanctuaire. Le pape François visite le sanctuaire le 8 juillet 2015,.
L'Institut national du Patrimoine culturel (es) a protégé le bâtiment à partir du 15 avril 2020.